# Distretto elettorale 6 del Tirolo
Il Distretto elettorale Tirolo 6 era un collegio elettorale urbano per le elezioni alla Camera dei deputati austriaca nel Tirolo. Il distretto elettorale è stato creato nel 1907 con l'introduzione della nuova legge elettorale del Reichsrat ed è esistito fino al crollo della monarchia asburgica.
Era popolato da 26.988 persone, fra cui erano 5.425 i maschi maggiorenni aventi diritto al voto.

## Storia
Dopo che il Reichsrat decise nell'autunno del 1906 il diritto di voto generale, uguale, segreto e diretto, la grande riforma della legge elettorale divenne effettiva il 26 gennaio 1907 sanzionata dall’imperatore Francesco Giuseppe. Con il nuovo regolamento elettorale del Reichsrat, sono stati creati in totale 516 collegi elettorali, uninominali ad eccezione della Galizia. Il parlamentare deve prevalere nel primo scrutinio o nelle elezioni di ballottaggio a maggioranza assoluta.
Alle elezioni austriache del 1907 è emerso Augusto Avancini (Socialdemocratici) come vincitore dopo le elezioni di ballottaggio. Nelle elezioni austriache del 1911 il suo collega di partito Cesare Battisti lo sostituì, ma perse il mandato a causa della sua esecuzione da parte della corte marziale di Trento per alto tradimento il 12 luglio 1916.

## Territorio
Il collegio uninominale urbano comprendeva la città statutaria di Trento.

## Dati elettorali

### XX legislatura
| Partito                            | Partito                            | Candidato                          | Primo turno 14 maggio 1907 | Primo turno 14 maggio 1907 | Ballottaggio 23 maggio 1907 | Ballottaggio 23 maggio 1907 |
| Partito                            | Partito                            | Candidato                          | Voti                       | %                          | Voti                        | %                           |
| ---------------------------------- | ---------------------------------- | ---------------------------------- | -------------------------- | -------------------------- | --------------------------- | --------------------------- |
|                                    | Socialdemocratico                  | Augusto Avancini                   | 1 578                      | 45,20                      | 2 140                       | 62,74                       |
|                                    | Popolare trentino                  | Enrico Conci                       | 957                        | 27,41                      | 1 271                       | 37,26                       |
|                                    | Nazionale                          | Antonio Tambosi                    | 929                        | 26,61                      |                             |                             |
|                                    | Altri                              | -                                  | 27                         | 0,77                       |                             |                             |
|                                    |                                    |                                    |                            |                            |                             |                             |
| Iscritti                           | Iscritti                           | Iscritti                           | 4 789                      | 100,00                     | 4 789                       | 100,00                      |
| ↳ Votanti (% su iscritti)          | ↳ Votanti (% su iscritti)          | ↳ Votanti (% su iscritti)          | 3 538                      | 73,88                      | 3 437                       | 71,77                       |
| ↳ Voti validi (% su votanti)       | ↳ Voti validi (% su votanti)       | ↳ Voti validi (% su votanti)       | 3 491                      | 98,67                      | 3 411                       | 99,24                       |
| ↳ Schede non valide (% su votanti) | ↳ Schede non valide (% su votanti) | ↳ Schede non valide (% su votanti) | 47                         | 1,33                       | 26                          | 0,76                        |
| ↳ Astenuti (% su iscritti)         | ↳ Astenuti (% su iscritti)         | ↳ Astenuti (% su iscritti)         | 1 251                      | 26,12                      | 1 352                       | 28,23                       |

### XXI legislatura
| Partito                            | Partito                            | Candidato                          | Primo turno 13 giugno 1911 | Primo turno 13 giugno 1911 | Ballottaggio 20 giugno 1911 | Ballottaggio 20 giugno 1911 |
| Partito                            | Partito                            | Candidato                          | Voti                       | %                          | Voti                        | %                           |
| ---------------------------------- | ---------------------------------- | ---------------------------------- | -------------------------- | -------------------------- | --------------------------- | --------------------------- |
|                                    | Socialdemocratico                  | Cesare Battisti                    | 1 456                      | 38,48                      | 2 105                       | 55,26                       |
|                                    | Popolare                           | Giuseppe Cappeletti                | 1 343                      | 35,49                      | 1 704                       | 44,74                       |
|                                    | Nazionale-liberale                 | Giuseppe Onestinghel               | 979                        | 25,87                      |                             |                             |
|                                    | Altri                              | -                                  | 6                          | 0,16                       |                             |                             |
|                                    |                                    |                                    |                            |                            |                             |                             |
| Iscritti                           | Iscritti                           | Iscritti                           | 5 425                      | 100,00                     | 5 425                       | 100,00                      |
| ↳ Votanti (% su iscritti)          | ↳ Votanti (% su iscritti)          | ↳ Votanti (% su iscritti)          | 3 814                      | 70,30                      | 3 827                       | 70,54                       |
| ↳ Voti validi (% su votanti)       | ↳ Voti validi (% su votanti)       | ↳ Voti validi (% su votanti)       | 3 784                      | 99,21                      | 3 809                       | 99,53                       |
| ↳ Schede non valide (% su votanti) | ↳ Schede non valide (% su votanti) | ↳ Schede non valide (% su votanti) | 30                         | 0,79                       | 18                          | 0,47                        |
| ↳ Astenuti (% su iscritti)         | ↳ Astenuti (% su iscritti)         | ↳ Astenuti (% su iscritti)         | 1 611                      | 29,70                      | 1 598                       | 29,46                       |